# Ріхард Шульц
Ріхард Шульц (нім. Richard Schulz; 20 вересня 1917, Бремен — ?) — німецький офіцер-підводник, оберлейтенант-цур-зее резерву крігсмаріне (1 грудня 1944).

## Біографія
В жовтні 1939 року вступив на флот. З червня 1941 року — командир корабля 34-ї флотилії мінних тральщиків. З вересня 1942 по червень 1943 року пройшов курс підводника. З червня 1943 року — заступник командира гарматної роти 11-ї флотилії. З листопада 1943 року — вахтовий офіцер на підводному човні U-636. В травні-липні 1944 року пройшов курс командира човна. З липня 1944 по квітень 1945 року — командир U-58.